# 宮川英二
宮川 英二（みやがわ えいじ、1915年7月14日 - 1989年5月11日）は日本の建築家。日本大学名誉教授。
東京出身。日本大学旧工学部建築学科卒業。1988年勲四等旭日小綬章受章。1989年、急性白血病のため死去。

## 作品
- 新潟市体育館（1960年）
- 日本大学理工学部駿河台校舎旧5号館（1959年）[2]

## 著書
- 建築的空間 (新建築技術叢書、彰国社) [3]
- 建築計画-住居・集合住宅・事務所・小学校・劇場・公民館・図書館（理工図書、1975年）
- 建築計画（大学課程、オーム社、1973）
- 風土と建築（彰国社、1979）

## 参考

### 文献
近江栄・宇野英隆編『建築への誘い先駆者10人の歩んだ道』朝倉書店、1982